# Юктэ (приток Унгры)
Юктэ (Юхта) — река в Нерюнгринском районе Якутии, правый приток Унгры. Устье находится в 55 км от устья Унгры. Длина реки — 22 км.
Река протекает по болотистой местности. Около устья расположен пионерлагерь.